# Fally Mayulu
Fally N'Dofunsu Mayulu (Parigi, 15 luglio 2002) è un calciatore francese, attaccante dello Sturm Graz in prestito dal Bristol City.

## Biografia
È fratello maggiore di Senny Mayulu, a sua volta calciatore professionista.

## Carriera
Mayulu è cresciuto nelle giovanili di Entente SSG, Lens e Wolfsburg, dove ha giocato una partita con la squadra riserve in Regionalliga nel 2020.
Rimasto svincolato nel luglio dal 2021, il 7 febbraio 2022 ha firmato con il Blau-Weiß Linz in seconda divisione austriaca. Ha giocato il suo primo incontro nel calcio professionistico due settimane più tardi contro il Vorwärts Steyr ed il 15 aprile ha segnato il suo primo gol contro l'Horn.
Il 3 marzo 2023 è stato acquistato a titolo definitivo dal Rapid Vienna, con cui ha poi messo a segno 6 reti in 28 presenze nella prima divisione austriaca.
Nell’estate del 2024 si trasferisce al Bristol City, club della seconda divisione inglese, ma il 26 gennaio 2025, dopo due reti in 17 presenze, fa ritorno in Austria, accasandosi in prestito allo Sturm Graz.

## Statistiche

### Presenze e reti nei club
Statistiche aggiornate al 26 gennaio 2025.
| Stagione        | Squadra         | Campionato      | Campionato | Campionato | Coppe nazionali | Coppe nazionali | Coppe nazionali | Coppe continentali | Coppe continentali | Coppe continentali | Altre coppe | Altre coppe | Altre coppe | Totale | Totale | Totale |
| Stagione        | Squadra         | Comp            | Pres       | Reti       | Comp            | Pres            | Reti            | Comp               | Pres               | Reti               | Comp        | Pres        | Reti        | Pres   | Reti   |        |
| --------------- | --------------- | --------------- | ---------- | ---------- | --------------- | --------------- | --------------- | ------------------ | ------------------ | ------------------ | ----------- | ----------- | ----------- | ------ | ------ | ------ |
| 2020-2021       | Wolfsburg II    | RL              | 1          | 0          |                 | -               | -               |                    | -                  | -                  |             | -           | -           | 1      | 0      |        |
| feb.-giu. 2022  | Blau-Weiß Linz  | 2L              | 13         | 3          | CA              | 0               | 0               |                    | -                  | -                  |             | -           | -           | 13     | 3      |        |
| 2022-2023       | Blau-Weiß Linz  | 2L              | 30         | 11         | CA              | 3               | 1               |                    | -                  | -                  |             | -           | -           | 33     | 12     |        |
| 2023-2024       | Rapid Vienna    | BL              | 28         | 6          | CA              | 4               | 5               | UECL               | 3                  | 0                  |             | -           | -           | 35     | 11     |        |
| 2024-gen. 2025  | Bristol City    | FLC             | 15         | 2          | FACup+CdL       | 1+1             | 0               |                    | -                  | -                  |             | -           | -           | 17     | 2      |        |
| gen.-giu. 2025  | Sturm Graz      | BL              | 0          | 0          | CA              | 0               | 0               | UCL                | -                  | -                  | -           | -           | -           | 0      | 0      |        |
| Totale carriera | Totale carriera | Totale carriera | 87         | 22         |                 | 9               | 6               |                    | 3                  | 0                  |             | -           | -           | 99     | 28     |        |

## Palmarès

### Club

#### Competizioni nazionali
- 2. Liga: 1

Blau-Weiß Linz: 2022-2023
- Campionato austriaco: 1

Sturm Graz: 2024-2025